# Великочернятинська сільська рада
Великочерня́тинська сільська́ ра́да — адміністративно-територіальна одиниця та орган місцевого самоврядування у Старокостянтинівському районі Хмельницької області. Адміністративний центр — село Великий Чернятин.

## Загальні відомості
Великочернятинська сільська рада утворена в 1927 році.
- Територія ради: 4,128 км²
- Населення ради: 1 816 осіб (станом на 2001 рік)

## Населені пункти
Сільській раді були підпорядковані населені пункти:
- с. Великий Чернятин
- с. Малий Чернятин
- с. Оріхівка

## Склад ради
Рада складалася з 16 депутатів та голови.
- Голова ради: Дзюм Оксана Іванівна
- Секретар ради: Бугайчук Ірина Василівна

### Керівний склад попередніх скликань
| Прізвище, ім'я, по батькові | Основні відомості                                                             | Дата обрання | Дата звільнення |
| --------------------------- | ----------------------------------------------------------------------------- | ------------ | --------------- |
| Дзюм Оксана Іванівна        | Сільський голова, 1973 року народження, освіта незакінчена вища               | 26.03.2006   | 31.10.2010      |
| Дзюм Оксана Іванівна        | Сільський голова, 1973 року народження, освіта незакінчена вища, позапартійна | 31.10.2010   |                 |

Примітка: таблиця складена за даними сайту Верховної Ради України

### Депутати
За результатами місцевих виборів 2010 року депутатами ради стали:

#### За суб'єктами висування
| Суб'єкт висування           | Кількість обраних депутатів | %    |
| --------------------------- | --------------------------- | ---- |
| Народна партія              | 11                          | 68,8 |
| Партія регіонів             | 2                           | 12,5 |
| Самовисування               | 2                           | 12,5 |
| Комуністична партія України | 1                           | 6,3  |

#### За округами
| № округу                    | Прізвище, ім'я, по батькові    | Дата визнання обраним | Освіта             | Партійна приналежність            | Відомості про обраного депутата                                |
| --------------------------- | ------------------------------ | --------------------- | ------------------ | --------------------------------- | -------------------------------------------------------------- |
| Комуністична партія України |                                |                       |                    |                                   |                                                                |
| 9                           | Павлюк Григорій Филимонович    | 05.11.2010            | середня            | член Комуністичної партії України | ПОФ «Злагода», головний інженер                                |
| Народна Партія              |                                |                       |                    |                                   |                                                                |
| 2                           | Олексюк Анатолій Григорович    | 05.11.2010            | середня            | член Народної партії              | пенсіонер                                                      |
| 3                           | Зиб'юк Світлана Михайлівна     | 05.11.2010            | середня спеціальна | член Народної партії              | тимчасово не працює                                            |
| 4                           | Бугайчук Ірина Василівна       | 05.11.2010            | вища               | член Народної партії              | Великочернятинська сільська рада, секретар                     |
| 5                           | Заруденський Василь Михайлович | 05.11.2010            | середня            | член Народної партії              | Хмельницькгаз, слюсар                                          |
| 6                           | Ковтонюк Василь Степанович     | 05.11.2010            | середня            | член Народної партії              | пенсіонер                                                      |
| 7                           | Родюк Тамара Іванівна          | 05.11.2010            | вища               | член Народної партії              | Великочернятинська загальноосвітня школа I-III ст., вчитель    |
| 8                           | Наумчук Олег Сергійович        | 05.11.2010            | середня            | член Народної партії              | ПОФ «Злагода», тракторист                                      |
| 12                          | Поніважук Оксана Василівна     | 05.11.2010            | середня спеціальна | член Народної партії              | Малочернятинський фельдшерсько-акушерський пункт, завідувачка  |
| 13                          | Мельничук Лариса Петрівна      | 05.11.2010            | середня            | член Народної партії              | Великочернятинська сільська рада, бухгалтер                    |
| 15                          | Мельничук Валентина Феліксівна | 05.11.2010            | середня спеціальна | член Народної партії              | Великочернятинська сільська рада, діловод                      |
| 16                          | Розумовська Галина Ульянівна   | 05.11.2010            | середня            | член Народної партії              | Оріхівський клуб, завідувачка                                  |
| Партія регіонів             |                                |                       |                    |                                   |                                                                |
| 11                          | Цимбалюк Наталія Борисівна     | 05.11.2010            | середня            | член Партії регіонів              | приватний підприємець                                          |
| 14                          | Гавазюк Леонід Васильович      | 05.11.2010            | вища               | член Партії регіонів              | Великочернятинський ветиринарний пункт, завідувач              |
| Самовисування               |                                |                       |                    |                                   |                                                                |
| 1                           | Римар Галина Петрівна          | 05.11.2010            | середня спеціальна | позапартійна                      | Великочернятинський сільський будинок культури, директор       |
| 10                          | Іщук Наталія Володимирівна     | 05.11.2010            | вища               | позапартійна                      | Великочернятинський дошкільний заклад «Калинонька», вихователь |